# 178. strelska divizija (ZSSR)
178. strelska divizija (izvirno rusko 178. стрелковая дивизия; kratica 178. SD) je bila strelska divizija Rdeče armade v času druge svetovne vojne.

## Zgodovina
Divizija je bila ustanovljena leta 1941 v Omsku.